# Peter Glemser
Peter „Pit“ Glemser (* 12. Dezember 1940 in Stuttgart) ist ein ehemaliger deutscher Radrennfahrer.

## Sportliche Karriere
1964 belegte Peter Glemser den zweiten Platz bei der Berliner Vier-Etappenfahrt und nahm an den Olympischen Spielen in Tokio im Mannschaftszeitfahren (Platz 14) teil. Bei den Straßenradsport-Weltmeisterschaften 1964 kam er mit dem deutschen Straßenvierer im Mannschaftszeitfahren auf den 11. Rang. Im Jahr darauf wurde er Profi und deutscher Vize-Meister im Straßenrennen. 1966 gewann er Rund um Köln sowie 1967 die Tour de l’Oise (als dritter deutscher Fahrer nach Klaus Bugdahl und Winfried Bölke). An der Tour de France nahm er zweimal – 1967 und 1968 – teil, schied jedoch beide Male aus. 1967 drohte nach der Schließung seines Rennstalles Torpedo ein vorzeitiges Karriereende. Er hatte zwar eine Angebot vom Team Zimba aus der Schweiz, welches er aber ablehnte, da die Bedingungen ihm nachteilig erschienen. In langen Verhandlungen konnte er dann einen akzeptablen Vertrag aushandeln und seine Laufbahn fortsetzen.
1968 wurde Glemser deutscher Meister in der Einerverfolgung auf der Bahn, im Jahr darauf errang er zwei deutsche Meistertitel, im Straßenrennen und im Sprint. 1970 wurde er nochmals deutscher Vize-Meister im Straßenrennen. Im selben Jahr beendete er seine aktive Radsport-Karriere, als sein damaliger Arbeitgeber, das Team Batavus (wo er u. a. an der Seite von Hennes Junkermann fuhr), sein Engagement im Radsport beendete.

## Erfolge

### Straße
1966
- Rund um Köln

1967
- Gesamtwertung Tour de l’Oise

1969
- Deutscher Meister – Straßenrennen

### Bahn
1962
- Deutscher Amateur-Meister – Zweier-Mannschaftsfahren (mit Karl Link)

1968
- Deutscher Meister – Einerverfolgung

1969
- Deutscher Meister – Sprint